# 卡亚内洛
卡亚内洛（義大利語：Caianello），是意大利卡塞塔省的一个市镇。总面积15.63平方公里，人口1770人，人口密度113.2人/平方公里（2009年）。ISTAT代码为061008。